# Asahikawa (stacja kolejowa)
Asahikawa (jap. 旭川駅 Asahikawa-eki) – stacja kolejowa w Asahikawa, na wyspie Hokkaido, w Japonii. Stacja posiada 3 perony.